# オートレストラン

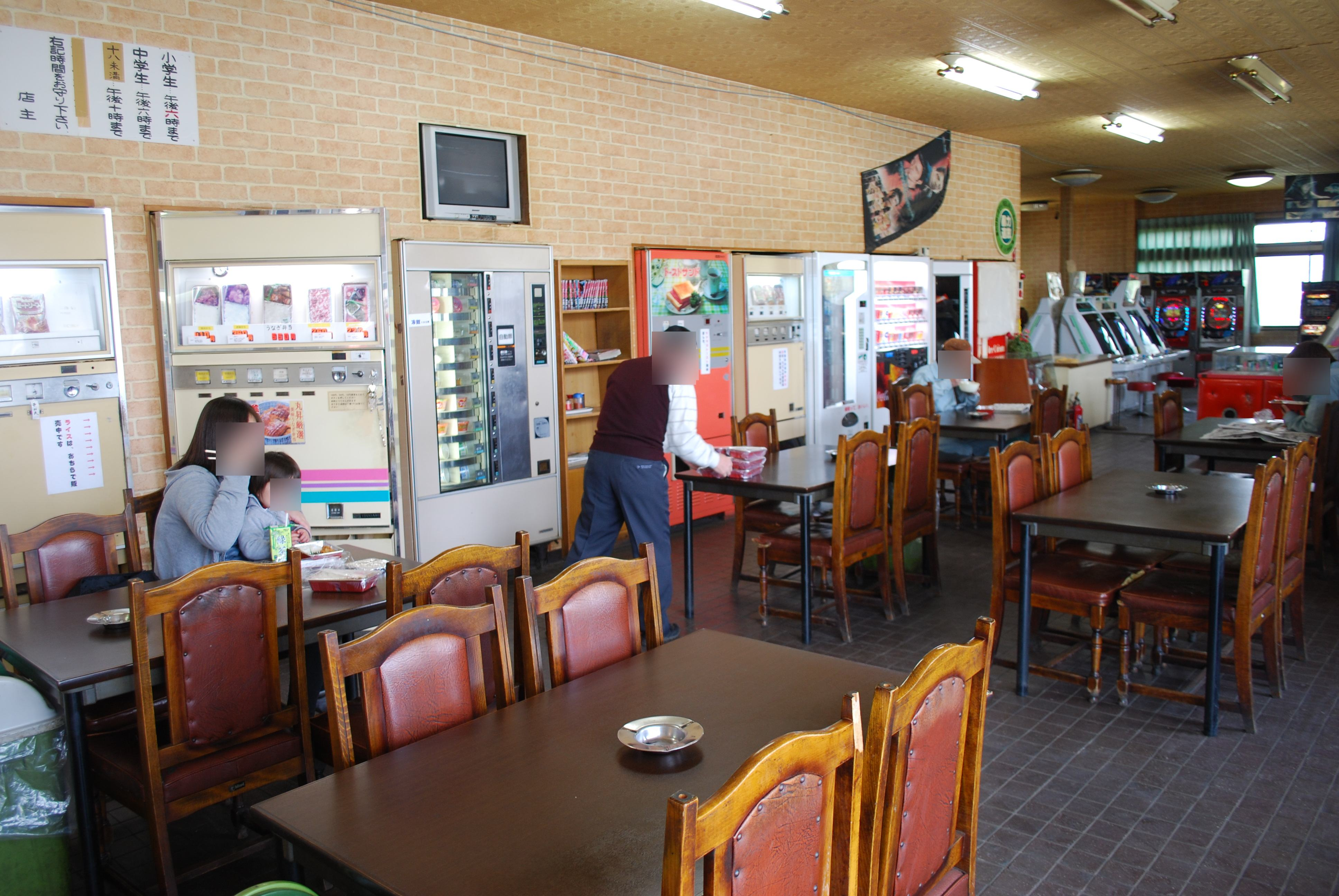
オートレストランの例（千葉県香取市「24丸昇」、弁当などの自動販売機やゲームコーナーがある。2009年3月28日撮影）

オートレストラン、オートスナックは、自動販売機による食品の販売及び摂食できる設備を備えた施設。食品はハンバーガーやトースト、うどん、ラーメン、アイスクリームなど。多くの場合は無人で24時間営業であるが、ゲームセンターなどを併設している施設は有人で、営業時間を設けている場合もある。露天風呂などの入浴施設やドライブインに併設されているところもある。

## 歴史
1970年代、長距離トラックのドライバーなど深夜に食事を摂る客を対象として、主要国道沿いの郊外型店舗が発展した。当初は、電子レンジや給湯器で調理させる形式であったが、後に天ぷらそば（うどん）を自動調理する自動販売機なども登場し、食事のバリエーションが豊富となった。
1978年、テレビゲーム機『スペースインベーダー』が登場すると、オートレストランと郊外型ゲームセンターの融合店が登場し、全盛期を迎えた。しかし1980年代に入り、24時間営業のコンビニエンスストア、ファーストフード店が全国各地に増加すると、深夜でも自動販売機に頼らず食事を調達することが可能になったことから、構造が複雑でメンテナンスに難点のある自動調理する自動販売機が斜陽化。治安上の問題もあって急速に店舗数を減少させた。
その後、コンビニエンスチェーンがオフィスなどに弁当や飲料の自動販売機を設置する自販機コンビニ「オートマチック・スーパー・デリス（ASD）」のような業態も出現している。また、高速道路のパーキングエリアでは、売店・軽食コーナーを廃止あるいは無人化して、この形態に移行するケースも増えているほか、トイレしかないパーキングエリアや新設するパーキングエリアなどでも、このような対応をしたりする。日本近海を航行するフェリーの一部（主に貨物運送が主体の便）でも、レストラン等を廃止し、冷凍食品やカップラーメン等の提供で代替する例が増えている。
2010年頃には食品自動販売機がメディアで取り上げられており、それをきっかけに客が増えたオートレストランもある。